# Michelle Lang
Michelle Lang (Vancouver, 31 januari 1975 – Kandahar, 30 december 2009) was een verslaggeefster van de Calgary Herald. Ze was de eerste Canadese journalist die overleed in de oorlog in Afghanistan.

## Carrière
Lang werkte als journalist voor de Prince George Free Press en de Regina Leader-Post voordat ze voor de Calgary Herald ging schrijven. Ze won de National Newspaper Award in 2008 voor de best beat reporting.

## Overlijden
Lang reed in een gepantserd militair voertuig als onderdeel in een konvooi toen het voertuig een bermbom raakte. Ze was op een zes weken durende missie in Afghanistan voor de Herald en Canwest News Service.